# The Evil that Men Do
Singles de Iron Maiden
Can I Play with Madness The Clairvoyant (live)
The Evil that Men Do est un single du groupe de heavy metal britannique Iron Maiden.

## Pistes
1. The Evil that Men Do − 4:35
2. Prowler '88 4:08
3. Charlotte the Harlot '88 4:11

## Crédits
- Bruce Dickinson – chant
- Dave Murray – guitare
- Adrian Smith – guitare, chœurs
- Steve Harris – basse, chœurs
- Nicko McBrain – batterie